# الن شاکیرووا
الن رافائلی شاکیرووا (انگلیسی: Էլեն Ռաֆայելի Շակիրովա؛ نام‌خانوداگی دوشیزگی بونیاتیانتس (ارمنی: Բունիաթյանց) زاده ۲ ژوئن ۱۹۷۰ در ماری) بازیکن سابق بسکتبال اهل روسیه است. پدر وی ارمنی‌تبار و مادرش روس‌تبار است. وی از سال ۱۹۹۲ تا ۲۰۰۰ عضو تیم ملی بسکتبال بانوان روسیه بود.